# Nashville (Kansas)
Nashville es una ciudad ubicada en el condado de Kingman en el estado estadounidense de Kansas. En el año 2010 tenía una población de 64 habitantes y una densidad poblacional de 106,67 personas por km².

## Geografía
Nashville se encuentra ubicada en las coordenadas 37°26′22″N 98°25′19″O / 37.43944, -98.42194 (37.439320, -98.421898).

## Demografía
Según la Oficina del Censo en 2000 los ingresos medios por hogar en la localidad eran de $31,250 y los ingresos medios por familia eran $33,750. Los hombres tenían unos ingresos medios de $26,875 frente a los $19,688 para las mujeres. La renta per cápita para la localidad era de $15,613. Alrededor del 17.9% de la población estaban por debajo del umbral de pobreza.